# 新井孝夫
新井 孝夫（あらい たかお）は、テレビドラマや劇場映画等を手がける日本の編集技師である。

## 人物・来歴
埼玉県東松山市出身。数多くのドラマ、映画作品に携わる。2009年度の第33回日本アカデミー賞において、『沈まぬ太陽』（若松節朗監督、渡辺謙主演）で最優秀編集賞を受賞。株式会社アムレック代表取締役。

## 作品

### 劇場用映画
- 『木更津キャッツアイ 日本シリーズ』（アスミック・エース　2003年11月1日公開）
- 『木更津キャッツアイ ワールドシリーズ』（アスミック・エース　2006年10月28日公開）
- 『子宮の記憶 ここにあなたがいる』（トルネード・フィルム　2007年1月13日公開）
- 『死にぞこないの青』（ザナドゥー　2008年8月30日公開）
- 『沈まぬ太陽』（角川映画　2009年10月24日公開）
- 『恋するナポリタン〜世界で一番おいしい愛され方〜』（日活　2010年9月11日公開）
- 『夜明けの街で』（角川映画　2011年10月8日公開）
- 『ヤウンペを探せ!』（吉本興業　2020年11月20日公開予定）

### テレビ

#### 1990年〜現在
- 『塀の中の懲りない面々５』（TBS　1990年4月9日）
- 『キモチいい恋したい!』（フジテレビ/アベクカンパニー　1990年7月期 月曜21時）
- 『男について』（TBS/木下プロダクション　1990年10月期 金曜ドラマ）
- 『それでも家を買いました』（TBS/木下プロダクション　1991年4月期 金曜21時）
- 『もう誰も愛さない』（フジテレビ/アベクカンパニー　1991年4月期 木曜劇場）
- 『愛さずにいられない』（日本テレビ/アベクカンパニー/ニューウェーブ　1991年10月期 水曜22時）
- 『おとなの選択』（TBS　1992年1月期  金曜ドラマ）
- 『逃亡者』（フジテレビ/アベクカンパニー　1992年7月期 水曜22時）
- 『命のビザ』（フジテレビ/カズモ　1992年12月18日）
- 『あの日に帰りたい』（フジテレビ/アベクカンパニー　1993年1月期 月曜21時）
- 『わたしってブスだったの?』（TBS　1993年4月期 金曜ドラマ）
- 『憎しみに微笑んで』（TBS/ドリマックス･テレビジョン　1993年10月期 火曜21時）
- 『もう涙は見せない』（フジテレビ/アベクカンパニー　1993年10月期 水曜劇場）
- 『適齢期』（TBS/木下プロダクション　1994年4月期 金曜ドラマ）
- 『毎度ゴメンなさぁい』（TBS/アベクカンパニー　1994年7月期 火曜21時）
- 『パパはニュースキャスター 帰ってきた鏡竜太郎スペシャル』（TBS　1994年9月30日）
- 『転職ロックンロール』（テレビ朝日/東映　1995年1月4日）
- 『毎度おジャマしまぁす』（TBS/アベクカンパニー　1995年1月期 火曜21時）
- 『さっちゃんウソついてごめんネ』（TBS/MMJ　1995年9月29日）
- 『木曜の怪談・シンデレラの靴』（フジテレビ/ILC　1995年12月7日）
- 『その気になるまで』（TBS/テレパック　1996年4月期 日曜劇場）
- 『世界でいちばん優しい音楽』（関西テレビ/アベクカンパニー　1996年5月12・19日 花王ファミリースペシャル）
- 『消えた看護婦 2重生活の女』（TBS/アベクカンパニー　1996年6月17日 月曜ドラマスペシャル）
- 『松本清張特別企画・紐』（TBS/ドリマックス･テレビジョン/霧企画　1996年7月1日 月曜ドラマスペシャル）
- 『君が人生の時』（TBS/ドリマックス･テレビジョン　1997年1月期 金曜ドラマ）
- 『プロデューサーになりたい』（TBS　1997年4月4日 春のドラマスペシャル）
- 『メロディ』（TBS/KANOX　1997年1月期 日曜劇場）
- 『ママだって夏休み』（NHK/NHKエンタープライズ21/アベクカンパニー　1997年8月 月-木曜19時40分 ドラマ新銀河）
- 『PUFFYのドラマ ワイルドでいこう』（日本テレビ/アベクカンパニー　1997年9月30日）
- 『GTO』（関西テレビ/アベクカンパニー　1998年7月期 火曜22時）
- 『24時間だけの嘘』（TBS/MMJ　1999年4月1日）
- 『巡査びんびん物語』（フジテレビ/東宝　1999年5月14日 金曜エンタテイメント）
- 『教師びんびん物語スペシャル』（フジテレビ/東宝　2000年3月17日 金曜エンタテイメント）
- 『FLY 航空学園グラフィティ』（NHK/NHKエンタープライズ21/アベクカンパニー　2000年5月-7月 火曜23時）
- 『20歳の結婚』（TBS/アベクカンパニー　2000年7月期 木曜21時）
- 『教師びんびん物語スペシャル2』（フジテレビ/東宝　2001年3月16日 金曜エンタテイメント）
- 『断崖』（テレビ東京/BSジャパン/東宝　2001年5月2日 女と愛とミステリー）
- 『殺人銀行』（テレビ朝日/KANOX　2001年8月25日 土曜ワイド劇場）
- 『ビートたけし・塩野七生のイタリア三つの都の物語』（TBS　2001年11月3日 ＴＢＳ創立５０周年記念番組）
- 『外科医・零子〜ハートの記憶〜』（TBS/アズバーズ　2001年10月22日 月曜ミステリー劇場）
- 『主婦探偵・河原綾子 のぞき見事件簿!』（テレビ東京/BSジャパン/角川映画　2001年12月19日 女と愛とミステリー）
- 『聖夜の肖像』（BS-TBS/MMJ　2001年12月23日）
- 『木更津キャッツアイ』（TBS　2002年1月期 金曜ドラマ）
- 『春ランマン』（関西テレビ/アベクカンパニー　2002年4月期 火曜22時）
- 『外科医零子2 ハートの疑惑』（TBS/アズバーズ　2002年9月2日 月曜ミステリー劇場）
- 『春が来た』（NHK/ドリマックス･テレビジョン　2002年9月-11月 金曜時代劇）
- 『真夜中の雨』（TBS　2002年10月期　カネボウ木曜劇場）
- 『逮捕しちゃうぞ』（テレビ朝日/アベクカンパニー　2002年10月期 木曜ドラマ）
- 『第三の時効』（TBS/コブラ･ピクチャーズ　2003年2月24日 月曜ミステリー劇場）
- 『マルサ!!東京国税局査察部』（関西テレビ/アズバーズ　2003年4月期 火曜22時）
- 『ホットマン』（TBS/アベクカンパニー　2003年4月期 木曜21時）
- 『俺は鰯』（WOWOW/オーバー･ゼロ　2003年4月29日 ドラマW）
- 『クニミツの政』（関西テレビ/アベクカンパニー　2003年7月期 火曜22時）
- 『熱血刑事吉永誠一・絵が殺した』（テレビ東京/BSジャパン/ホリプロ　2004年5月26日 女と愛とミステリー）
- 『ジイジ〜孫といた夏〜』（NHK/アベクカンパニー　2004年8月-9月 月曜ドラマシリーズ）
- 『ホットマン2』（TBS/アベクカンパニー　2004年10月期 木曜22時）
- 『家栽の人スペシャル』（TBS　2004年10月20日 水曜プレミア）
- 『弟』（テレビ朝日/石原プロモーション　2004年11月17日-21日）
- 『刑事吉永誠一 涙の事件簿2 帰れない遺骨』（テレビ東京/BSジャパン/ホリプロ　2004年12月15日 女と愛とミステリー）
- 『宿命』（WOWOW/共同テレビ　2004年12月26日 ドラマW）
- 『星野仙一物語 〜亡き妻へ贈る言葉』（TBS/アベクカンパニー　2005年1月2日）
- 『救命病棟24時 第3シリーズ』（フジテレビ　2005年1月期 火曜21時）
- 『獄窓記』（TBS　2005年4月20日 水曜プレミア）
- 『赤い疑惑』（TBS/ホリプロ/大映テレビ　2005年6月15日-29日）
- 『ジイジ2〜孫といた夏〜』（NHK/アベクカンパニー　2005年7月-8月 月曜ドラマシリーズ）
- 『祇園囃子』（テレビ朝日/石原プロモーション　2005年9月24日）
- 『理想の生活』（NHK/ドリマックス･テレビジョン　2005年10月-11月 よるドラ）
- 『ブラザー☆ビート』（TBS　2005年10月期 木曜21時）
- 『熟年離婚』（テレビ朝日/共同テレビジョン　2005年10月期 木曜ドラマ）
- 『刑事吉永誠一 涙の事件簿3 雨に殺せば』（テレビ東京/BSジャパン/ホリプロ　2005年11月16日 水曜ミステリー9）
- 『新・細うで繁盛記』（フジテレビ/東宝　2006年1月20日 金曜エンタテイメント）
- 『さいごの約束』（関西テレビ/共同テレビ　2006年4月4日 2006春のヒューマンドラマスペシャル）
- 『探偵学園Q』（日本テレビ/アベクカンパニー　2006年7月1日）
- 『人生はフルコース』（NHK/東阪企画　2006年7月 NHK土曜ドラマ）
- 『刑事吉永誠一 涙の事件簿4 いちばん大切な死体（ひと）』（テレビ東京/BSジャパン/ホリプロ　2006年8月9日 水曜ミステリー9）
- 『役者魂!』（フジテレビ/共同テレビジョン　2006年10月期 火曜21時）
- 『だめんず・うぉ〜か〜』（テレビ朝日/ティーズ/泉放送制作　2006年10月期 木曜ドラマ）
- 『検事 霞夕子1 悪徳政治家は許さない』（日本テレビ/ユニオン映画　2006年11月7日 火曜ドラマゴールド）
- 『松本清張ドラマスペシャル 波の塔』（TBS　2006年12月27日）
- 『エラいところに嫁いでしまった!』（テレビ朝日/東宝　2007年1月期 木曜ドラマ）
- 『刑事吉永誠一 涙の事件簿5 約束の指切り』（テレビ東京/BSジャパン/ホリプロ　2007年1月24日 水曜ミステリー9）
- 『新・細うで繁盛記2』（フジテレビ/東宝　2007年2月23日 金曜プレステージ）
- 『夏雲あがれ』（NHK/ドリマックス･テレビジョン　2007年6月-7月 木曜時代劇）
- 『パパの涙で子は育つ』（フジテレビ/共同テレビジョン　2007年6月15日 金曜プレステージ）
- 『刑事吉永誠一 涙の事件簿6 五億円の黒い白髪』（テレビ東京/BSジャパン/ホリプロ　2007年8月22日 水曜ミステリー9）
- 『検事 霞夕子2 豪華客船殺人クルージング』（日本テレビ/ユニオン映画　2007年10月2日 火曜ドラマゴールド）
- 『モップガール』（テレビ朝日/東宝/泉放送制作　2007年10月期 金曜ナイトドラマ）
- 『ドリーム☆アゲイン』（日本テレビ/アベクカンパニー　2007年10月期 土曜ドラマ）
- 『冠婚葬祭探偵』（TBS/ファインエンターテイメント　2007年11月26日 月曜ゴールデン）
- 『松本清張スペシャルドラマ 塗られた本』（TBS/ドリマックス･テレビジョン　2007年12月17日 月曜ゴールデン）
- 『夢の見つけ方教えたる!』（フジテレビ/アベクカンパニー　2008年3月8日 土曜プレミアム）
- 『笑顔をくれた君へ〜女医と道化師の挑戦〜』（フジテレビ/The icon　2008年3月14日 金曜プレステージ）
- 『パズル』（ABC/テレビ朝日/東宝　2008年4月期 金曜21時）
- 『先生はエライっ!』（日本テレビ/アベクカンパニー　2008年4月12日 春のドラマスペシャル）
- 『愛馬物語』（フジテレビ/共同テレビジョン　2008年5月3日 土曜プレミアム）
- 『正義の味方』（日本テレビ/アベクカンパニー　2008年7月期 水曜ドラマ）
- 『太陽と海の教室』（フジテレビ　2008年7月期 月曜21時）
- 『事件13 熟年離婚殺人』（テレビ朝日/オフィス･ヘンミ/5年D組　2008年8月30日 土曜ワイド劇場）
- 『青春カムバック!?メタボリック☆バンド』（東宝/TVA　2008年9月23日 テレビ愛知開局25周年記念ドラマ）
- 『刑事吉永誠一 涙の事件簿7 不幸を呼ぶ宝石』（テレビ東京/BSジャパン/ホリプロ　2008年10月1日 水曜ミステリー9）
- 『小児救命』（テレビ朝日/5年D組　2008年10月期 木曜ドラマ）
- 『男装の麗人〜川島芳子の生涯〜』（テレビ朝日　2008年12月6日 ドラマスペシャル）
- 『神の雫』（日本テレビ/アベクカンパニー　2009年1月期 火曜ドラマ）
- 『付き人女優・安野すみれ 楽屋裏事件ファイル』（テレビ東京/BSジャパン/国際放映　2009年1月21日 水曜ミステリー9）
- 『松本清張 生誕100年特別企画 黒の奔流』（テレビ東京/ホリプロ　2009年3月4日 水曜ミステリー9）
- 『夜光の階段』（テレビ朝日/MMJ　2009年4月期 木曜ドラマ）
- 『MR.BRAIN』（TBS　2009年5月-7月 土曜20時）
- 『緊急スペシャル 救命病棟24時〜救命医・小島楓〜』（フジテレビ/共同テレビジョン　2009年7月-8月）
- 『ママは昔パパだった』（WOWOW/The icon　2009年8月-9月 連続ドラマW）
- 『ハッピーバースデー』（フジテレビ　2009年11月21日 フジテレビ開局50周年3夜連続スペシャル）
- 『エンゼルバンク〜転職代理人』（テレビ朝日/MMJ　2010年1月期 木曜ドラマ）
- 『女帝 薫子』（テレビ朝日/MMJ　2010年4月期 日曜ナイトドラマ）
- 『GM〜踊れドクター』（TBS　2010年7月期 日曜劇場）
- 『フリーター、家を買う。』（フジテレビ/共同テレビジョン　2010年10月期 火曜21時）
- 『世にも奇妙な物語 20周年スペシャル〜人気作家共演編〜 燔祭』（フジテレビ　2010年10月4日）
- 『事件14 逆転法廷』（テレビ朝日/オフィス･ヘンミ　2010年10月23日 土曜ワイド劇場）
- 『2夜連続 松本清張スペシャル 球形の荒野』（フジテレビ　2010年11月26日・27日）
- 『私は屈しない〜特捜検察と戦った女性官僚と家族の465日〜』（TBS　2011年1月31日 月曜ゴールデン特別企画）
- 『検事 霞夕子 森を歩く死体』（フジテレビ/ユニオン映画　2011年2月4日 金曜プレステージ）
- 『卒業ホームラン』（テレビ東京/BSジャパン/ホリプロ　2011年3月23日 ドラマスペシャル）
- 『医療捜査官 財前一二三』（フジテレビ/ホリプロ　2011年5月13日 金曜プレステージ）
- 『それでも、生きてゆく』（フジテレビ　2011年7月期 木曜劇場）
- 『検事 霞夕子2 無関係な死』（フジテレビ/ユニオン映画　2011年9月2日 金曜プレステージ）
- 『フリーター、家を買う。スペシャル』（フジテレビ/共同テレビジョン　2011年10月4日）
- 『刑事吉永誠一 涙の事件簿8 虹が消えた交差点』（テレビ東京/BSジャパン/ホリプロ　2011年10月12日 水曜ミステリー9）
- 『松本清張特別企画 第2夜 鉢植を買う女』（テレビ東京/BSジャパン/角川映画　2011年11月9日 水曜ミステリー9）
- 『湊かなえミステリー 境遇』（ABC/The icon　2011年12月3日 ABC創立60周年記念スペシャルドラマ）
- 『君は空を見てるか』（フジテレビ　2011年12月25日 第23回フジテレビヤングシナリオ大賞）
- 『最後から二番目の恋』（フジテレビ　2012年1月期 木曜劇場）
- 『鬼刑事 米田耕作 〜銀行員連続殺人の罠〜』（フジテレビ/アニマ21　2012年2月3日 金曜プレステージ）
- 『悪女について』（TBS　2012年4月30日 ドラマ特別企画）
- 『小京都連続殺人事件 〜スパイスは復讐の味〜』（フジテレビ/ホリプロ　2012年5月4日 金曜プレステージ）
- 『事件15 復讐殺人法廷』（テレビ朝日/オフィス･ヘンミ　2012年5月12日 土曜ワイド劇場）
- 『検事 霞夕子3 年一回の訪問者』（フジテレビ/ユニオン映画　2012年6月8日 金曜プレステージ）
- 『刑事吉永誠一 涙の事件簿9 迷い骨』（テレビ東京/BSジャパン/ホリプロ　2012年6月20日 水曜ミステリー9）
- 『サマーレスキュー 〜天空の診療所〜』（TBS/The icon　2012年7月期 日曜劇場）
- 『沖縄リゾートコンシェルジュ具志堅陽子の名推理 歪な密室』（テレビ東京/BSジャパン/国際放映　2012年7月25日 水曜ミステリー9）
- 『私は代行屋!晴子の事件推理』（ＡＢＣ/The icon　2012年8月18日 土曜ワイド劇場）
- 『東野圭吾ミステリーズ 第八話 小さな故意の物語』（フジテレビ　2012年8月30日 木曜劇場）
- 『東野圭吾ミステリーズ 第十話 二十年目の約束』（フジテレビ　2012年9月13日 木曜劇場）
- 『最後から二番目の恋 2012秋』（フジテレビ　2012年9月21日）
- 『松本清張没後20年特別企画 危険な斜面』（フジテレビ/ユニオン映画　2012年9月30日 金曜プレステージ）
- 『パーフェクト・ブルー』（TBS/C.A.L　2012年10月期 パナソニックドラマシアター）
- 『尾根のかなたに 〜父と息子の日航機墜落事故〜』（WOWOW/共同テレビ　2012年10月7日・14日 ドラマWスペシャル）
- 『刑事吉永誠一 涙の事件簿10 沈黙の宴』（テレビ東京/BSジャパン/ホリプロ　2012年10月17日 水曜ミステリー9）
- 『最高の離婚』（フジテレビ　2013年1月期 木曜劇場）
- 『ゆりちかへ ママからの伝言』（名古屋テレビ　2013年1月26日 メ〜テレ50周年特別ドラマ）
- 『チープ・フライト』（日本テレビ/AXON　2013年3月1日 金曜ロードSHOW 特別ドラマ企画）
- 『ぱじ ジイジと孫娘の愛情物語』（テレビ東京/MMJ　2013年3月27日 ヒューマンドラマスペシャル）
- 『刑事吉永誠一 涙の事件簿11 赤い遺産』（テレビ東京/BSジャパン/ホリプロ　2013年4月3日 水曜ミステリー9）
- 『鴨、京都へ行く。-老舗旅館の女将日記-』（フジテレビ/東映　2013年4月期 火曜21時）
- 『小京都連続殺人事件2』（フジテレビ/ホリプロ　2013年5月3日 金曜プレステージ）
- 『検事 霞夕子4 誤認逮捕』（フジテレビ/ユニオン映画　2013年6月7日 金曜プレステージ）
- 『鬼刑事 米田耕作2 〜黒いナースステーション〜』（フジテレビ/アニマ21　2013年9月13日 金曜プレステージ）
- 『刑事吉永誠一 涙の事件簿12 親しい敵』（テレビ東京/BSジャパン/ホリプロ　2013年10月2日 水曜ミステリー9）
- 『刑事吉永誠一涙の事件簿』（テレビ東京/ホリプロ　2013年10月期 金曜19時58分）
- 『小京都連続殺人事件×外科医鳩村周五郎』（フジテレビ/ホリプロ　2013年10月18日 金曜プレステージ）
- 『チキンレース』（WOWOW/大映テレビ　2013年11月10日 ドラマＷ）
- 『私は代行屋!2』（ＡＢＣ/The icon　2013年11月2日 土曜ワイド劇場）
- 『検事 霞夕子5 幻の罪』（フジテレビ/ユニオン映画　2014年12月13日 金曜プレステージ）
- 『最高の離婚スペシャル』（フジテレビ　2014年2月8日）
- 『続・最後から二番目の恋』（フジテレビ　2014年4月期 木曜劇場）
- 『検事 霞夕子6～不能犯～』（フジテレビ/ユニオン映画　2014年5月23日 金曜プレステージ）
- 『医療捜査官 財前一二三5』（フジテレビ/ホリプロ　2014年6月6日 金曜プレステージ）
- 『磁石男』（日本テレビ　2014年6月13日 金曜ロードSHOW！特別ドラマ）
- 『おやじの背中 第二話 ウエディング・マッチ』（TBS　2014年7月期　日曜劇場）
- 『ホテルＧメン 具志堅陽子の殺人推理2』（テレビ東京/BSジャパン/国際放映　2014年7月23日 水曜ミステリー9）
- 『聖女』（NHK/The icon　2014年8月-10月 ドラマ10）
- 『夏の終わりに、恋をした。』（フジテレビ　2014年9月26日 ティファニードラマスペシャル）
- 『検事 霞夕子7～死人に口あり～』（フジテレビ/ユニオン映画　2014年10月17日 赤と黒のゲキジョー）
- 『Dr.ナースエイド』（日本テレビ/AXON　2014年11月7日 金曜ロードSHOW!特別ドラマ）
- 『私は代行屋！3 事件推理請負人』（ABC/The icon　2014年11月15日 土曜ワイド劇場）
- 『天使のナイフ』（WOWOW/5年D組　2015年2月-3月 連続ドラマW）
- 『事件16』（テレビ朝日/オフィス･ヘンミ　2015年5月30日 土曜ワイド劇場）
- 『黒星警部の密室捜査』（テレビ東京/BSジャパン/CAL　2015年6月17日 水曜ミステリー9）
- 『石の繭』（WOWOW/ドリマックス･テレビジョン　2015年8月-9月 連続ドラマW）
- 『名探偵キャサリン』（テレビ朝日/ユニオン映画　2015年9月5日 ドラマスペシャル）
- 『磁石男2015』（日本テレビ　2015年9月18日 金曜ロードSHOW！特別ドラマ）
- 『しんがり～山一證券最後の聖戦～』（WOWOW/共同テレビジョン　2015年9月-10月 連続ドラマW）
- 『このミステリーがすごい! 冬、来たる』（TBS/共同テレビジョン　2015年11月30日）
- 『刑事吉永誠一13』（テレビ東京/BSジャパン/ホリプロ　2015年1月6日 水曜ミステリー9）
- 『怪盗山猫』（日本テレビ/日活　2016年1月期 土曜21時）
- 『特捜セブン～警視庁捜査一課７係』（テレビ朝日/国際放映　2016年2月27日 土曜ワイド劇場）
- 『名探偵キャサリン～消えた相続人～』（テレビ朝日/ユニオン映画　2016年3月20日 ドラマスペシャル）
- 『OUR HOUSE』（フジテレビ　2016年4月期 日曜9時）
- 『家裁調査官・山ノ坊晃～紛争解決１００％の男～』（テレビ朝日/ユニオン映画　2016年5月7日 土曜ワイド劇場）
- 『警視庁さくらポリス～最強の姉妹捜査官～』（テレビ東京/BSジャパン/The icon　2016年5月18日 水曜ミステリー9）
- 『事件17』（テレビ朝日/オフィス･ヘンミ　2016年6月4日 土曜ワイド劇場）
- 『女取調官4』（TBS/TSP　2016年7月25日 月曜名作劇場）
- 『誘拐ミステリー超傑作 法月綸太郎一の悲劇』（フジテレビ　2016年9月23日 金曜プレミアム）
- 『巨悪は眠らせない 特捜検事の逆襲』（テレビ東京/テレパック　2016年10月5日 スペシャルドラマ）
- 『水晶の鼓動 殺人分析班』（WOWOW/ドリマックス･テレビジョン　2016年11月-12月 連続ドラマW）
- 『刑事吉永誠一ファイナル』（テレビ東京/ホリプロ　2016年12月28日 年末ドラマスペシャル）
- 『やすらぎの郷』（テレビ朝日/国際放映　2017年4月-9月 帯ドラマ劇場）
- 『帰ってきた家売るオンナ』（日本テレビ/AXON　2017年5月26日 7daysTV×金曜ロードSHOW!）
- 『家裁調査官・山ノ坊晃２~紛争解決１００％の男～』（テレビ朝日/ユニオン映画　2017年7月9日 日曜ワイド）
- 『愛したって、秘密はある。』（日本テレビ/AXON　2017年7月期 日曜10時30分）
- 『さくらの親子丼』（東海テレビ/オスカープロモーション　2017年10月-11月 オトナの土ドラ）
- 『事件18』（テレビ朝日/OHC　2017年10月5日 ミステリースペシャル）
- 『石つぶて-外務省機密費を暴いた捜査二課の男たち-』（WOWOW/共同テレビジョン　2017年11月-12月 連続ドラマＷ）
- 『志村けんin探偵佐平６０歳』（ＮＨＫ/ＰＤネットワーク　2018年1月2日）
- 『いつまでも白い羽根』（東海テレビ/泉放送制作　2018年4月-5月 オトナの土ドラ）
- 『崖っぷちホテル！』（日本テレビ/AXON　2018年4月期 日曜ドラマ）
- 『それを愛とまちがえるから』（WOWOW/FCC　2019年2月-3月 連続ドラマＷ）
- 『これは経費で落ちません！』（NHK/AXON　2019年7月-9月 ドラマ10）
- 『悪の波動 殺人分析班スピンオフ』（WOWOW/TBSスパークル　2019年10月-11月）
- 『最後のオンナ』（テレビ東京/The icon　2020年1月6日 テレビ東京開局55周年特別企画 新春ドラマスペシャル）
- 『病院の治しかた～ドクター有原の挑戦～』（テレビ東京/The icon　2020年1月-3月 ドラマBiz）
- 『アメリカに負けなかった男～バカヤロー総理 吉田 茂～』（テレビ東京/角川大映スタジオ　2020年2月24日 テレビ東京開局55周年特別企画 ドラマスペシャル）
- 『トッカイ～不良債権特別回収部～』（WOWOW/共同テレビジョン　2021年1月-3月 連続ドラマＷ）
- 『病院の治しかた～スペシャル～』（テレビ東京/The icon　2021年7月26日 月曜プレミア8）
- 『優しい音楽～ティアーズ･イン･ヘヴン 天国の君へ～』（テレビ東京/ユニオン映画　2022年1月7日 新春ドラマスペシャル）
- 『もしも、イケメンだけの高校があったら』（テレビ朝日/オフィスクレッシェンド　2022年1月期 土曜ナイトドラマ）
- 『僕の大好きな妻！』（東海テレビ/アップサイド　2022年6月-7月 土ドラ）
- 『記憶捜査スペシャル2～新宿東署事件ファイル～』（テレビ東京/ホリプロ　2022年6月20日 月曜プレミア8）
- 『記憶捜査3～新宿東署事件ファイル～』（テレビ東京/ホリプロ　2022年11月-12月 金曜8時のドラマ）
- 『ガラパゴス』（NHK/テレパック　2023年2月6日・13日 特集ドラマ）
- 『ペルソナの密告 ３つの顔をもつ容疑者』（テレビ東京/メディアプルポ　2023年3月24日 ドラマスペシャル）
- 『波よ聞いてくれ』（テレビ朝日/MMJ　2023年4月期 金曜ナイトドラマ）
- 『旅人検視官 道場修作♦愛知県蒲郡･西浦温泉殺人事件♦』（BS日テレ/ユニオン映画　2024年4月14日 令和サスペンス劇場）

### 携帯動画
- 『恋するアゲハ』（BeeTV）他
- 『女神のいたずら〜キミになったボク〜』（BeeTV）

ネットドラマ
- 『パパ活』（ｄTV）
- 『いつか、眠りにつく日』（FOD）